# Кашвиц
Кашвиц (њем. Caaschwitz) општина је у њемачкој савезној држави Тирингија. Једно је од 61 општинског средишта округа Грајц. Према процјени из 2010. у општини је живјело 678 становника. Посједује регионалну шифру (AGS) 16076012.

## Географски и демографски подаци
Кашвиц се налази у савезној држави Тирингија у округу Грајц. Општина се налази на надморској висини од 176 метара. Површина општине износи 4,2 km². У самом мјесту је, према процјени из 2010. године, живјело 678 становника. Просјечна густина становништва износи 162 становника/km².

## Међународна сарадња
| Мјесто | Држава    | Врста сарадње | Од    |
| ------ | --------- | ------------- | ----- |
|        | Француска | контакт       | 1969. |
|        | Чешка     | контакт       | 2000. |
| Извор  |           |               |       |